# Gerd Müller (polityk)
Gerhard „Gerd” Müller (ur. 25 sierpnia 1955 w Krumbach) – niemiecki polityk i samorządowiec, działacz Unii Chrześcijańsko-Społecznej (CSU), eurodeputowany III kadencji, poseł do Bundestagu, w latach 2013–2021 minister federalny ds. współpracy gospodarczej i rozwoju.

## Życiorys
Po maturze i odbyciu służby wojskowej studiował pedagogikę, nauki polityczne i gospodarcze na Katolickim Uniwersytecie Eichstätt-Ingolstadt, był stypendystą Fundacji Konrada Adenauera. Doktoryzował się w 1988 na Uniwersytecie w Ratyzbonie. Pracował w związanej z CSU fundacji Hanns-Seidel-Stiftung, a w latach 80. w bawarskim ministerstwie spraw gospodarczych.
Działał w chadeckiej młodzieżówce Junge Union, był m.in. przewodniczącym bawarskich struktur tej organizacji. Od 1978 do 1988 pełnił funkcję zastępcy burmistrza swojej rodzinnej miejscowości, a także radnego powiatu Günzburg. W latach 1989–1994 sprawował mandat posła do Parlamentu Europejskiego III kadencji.
W 1994 po raz pierwszy uzyskał mandat deputowanego do Bundestagu. Z powodzeniem ubiegał się o reelekcję w wyborach w 1998, 2002, 2005, 2009, 2013 i 2017.
W latach 2005–2013 w dwóch pierwszych gabinetach Angeli Merkel był parlamentarnym sekretarzem stanu w resorcie rolnictwa, polityki żywnościowej i ochrony konsumentów. W grudniu 2013 w trzecim rządzie dotychczasowej kanclerz objął urząd ministra ds. współpracy gospodarczej i rozwoju. Pozostał na tym stanowisku również w utworzonym w marcu 2018 czwartym rządzie dotychczasowej kanclerz. Nie kandydował w wyborach w 2021, a w grudniu tegoż roku zakończył pełnienie funkcji ministra.